# チャタム (イングランド)
チャタム (Chatham) は、イングランド・ケントのタウン。行政上は単一自治体のメドウェイに属している。ロンドンの東南55km、ケント州の北部にある。

## 概要
ヘンリー8世がイギリス海軍チャタム工廠を置き、チャールズ1世が整備して以来、イギリス海軍工廠の町として発展してきた。
小説家チャールズ・ディケンズは、父親が海軍の事務職員であったため1817年ー1821年までチャタムで暮らしており、いくつかの作品の舞台にもなっている。
1939年9月には第二次世界大戦が開戦。同月6日、ドイツ空軍は初のイギリス空爆の目標にチャタム海軍工廠を選び、攻撃を仕掛けたが、チャタム上空には濃密な阻塞気球が展開しており、引き返したとされる。
海軍基地やドックヤードは1984年閉鎖され、HMSオセロットという有名な潜水艦を中心とした博物館ができ、ビジネスエリア、居住エリアへの再開発が進行中であるものの、以前栄えた観光業にスポットを当てた海軍の主要な施設が残っている。チャタムは海軍との関連も強く、多くの海軍用のバラックがあり、ドックヤードを防御するための19世紀の城壁も存在する。

## 出身人物
- チャールズ・ディケンズ - 小説家
- ザンドラ・ローズ - ファッションデザイナー
- トレイシー・エミン - ヤング・ブリティッシュ・アーティスト
- ライアン・リチャーズ - バスケットボール選手
- リー・ライアン - 歌手
- リチャード・ダッド - 画家

## 姉妹都市
- フランス ヴァランシエンヌ